# Stenocorus insitivus
Stenocorus insitivus är en skalbaggsart som först beskrevs av Ernst Friedrich Germar 1824.  Stenocorus insitivus ingår i släktet Stenocorus och familjen långhorningar.
Artens utbredningsområde är:
- Iran.
- Ukraina.

Inga underarter finns listade i Catalogue of Life.